# Spermacoce poaya
Spermacoce poaya är en måreväxtart som beskrevs av Augustin François César Prouvençal de Saint-Hilaire.
Spermacoce poaya ingår i släktet Spermacoce och familjen måreväxter. Inga underarter finns listade i Catalogue of Life.